# Бой под Ляховом
Бой под Ляховом — бой у деревни Ляхово 28 октября (9 ноября) 1812 года, в ходе которого соединённые силы партизанских отрядов Д. В. Давыдова, А. Н. Сеславина, А. С. Фигнера и кавалерийского отряда В. В. Орлова-Денисова разгромили французскую бригаду генерала Ж. П. Ожеро.

## Предыстория боя
Во время отступления к Смоленску Наполеон рассчитывал на корпус Бараге д'Илье, недавно прибывший из Франции; он дал ему приказ занять позиции на дороге в Ельню; но авангард Бараге д'Илье занял невыгодную позицию в Ляхове; им командовал генерал Ожеро, который плохо произвел разведку и еще хуже расположил свои войска.
Партизанские отряды Давыдова, Сеславина и Фигнера, действовавшие южнее Смоленской дороги, 24 октября соединились в селе Дубасицы (ныне Дубосище) и, узнав о расположении вблизи отряда противника (около 1 600 человек), решили атаковать его. Соотношение сил было не в пользу партизан (около 1300 человек), и поэтому они обратились за помощью к Орлову-Денисову, командиру летучего партизанского отряда (6 казачьих, Нежинский драгунский полки и 4 орудия донской конной артиллерии, всего около 2 000 человек, 4 орудия), следовавшему на Ельню. Утром 28 октября он присоединился к партизанам и принял на себя командование объединёнными силами. Было решено немедленно начать атаку Ляхово.

## Ход и результаты боя
Действуя почти исключительно кавалерией, партизаны сумели блокировать часть войск противника. Спешив казаков, Давыдов повёл наступление с севера, а частью сил закрыл дорогу из Ляхово в Язвино. Сеславин расположился правее Давыдова. Орлов-Денисов стал на правом фланге, держа под наблюдением дорогу из Ляхово в Долгомостье. Фигнер был в резерве. Ружейная стрельба началась в час дня, и вскоре затем — канонада. Попытки французов атаковать правый фланг русских не увенчались успехом. В это время на помощь Ожеро из Долгомостья было направлено 2000 французских кирасир. Сначала для удержания этой колонны был послан полковник Быхалов с двумя казачьими полками; но казаки, встретясь с превосходными силами, вынуждены были отступить. Тогда Орлов-Денисов со всем своим отрядом атаковал противника и рассеял. После этого партизаны возобновили бой. «Наша артиллерия, пишут Сеславин и Фигнер, не будучи угрожаема стрелками, действовала свободно по стеснившейся в деревне пехоте и коннице, наконец, взорвала вдруг все их патронные ящики. Усмотрев, сколь расстроился неприятель последнею потерею, потребовали мы сдачи...». Безвыходное положение заставило Ожеро (1 генерал, 60 офицеров, около 1500 солдат) сдаться в плен.
Бараге оставил своего подчиненного без артиллерии и, вместо того чтобы оказать ему помощь после полудня, решил дождаться наступления ночи, когда под её покровом с остатками дивизии поспешно отступил к Смоленску. Сделал он это вовремя, так как на следующий день (10 ноября) к Ляхову подошел авангард Милорадовича.

Партизанские командиры
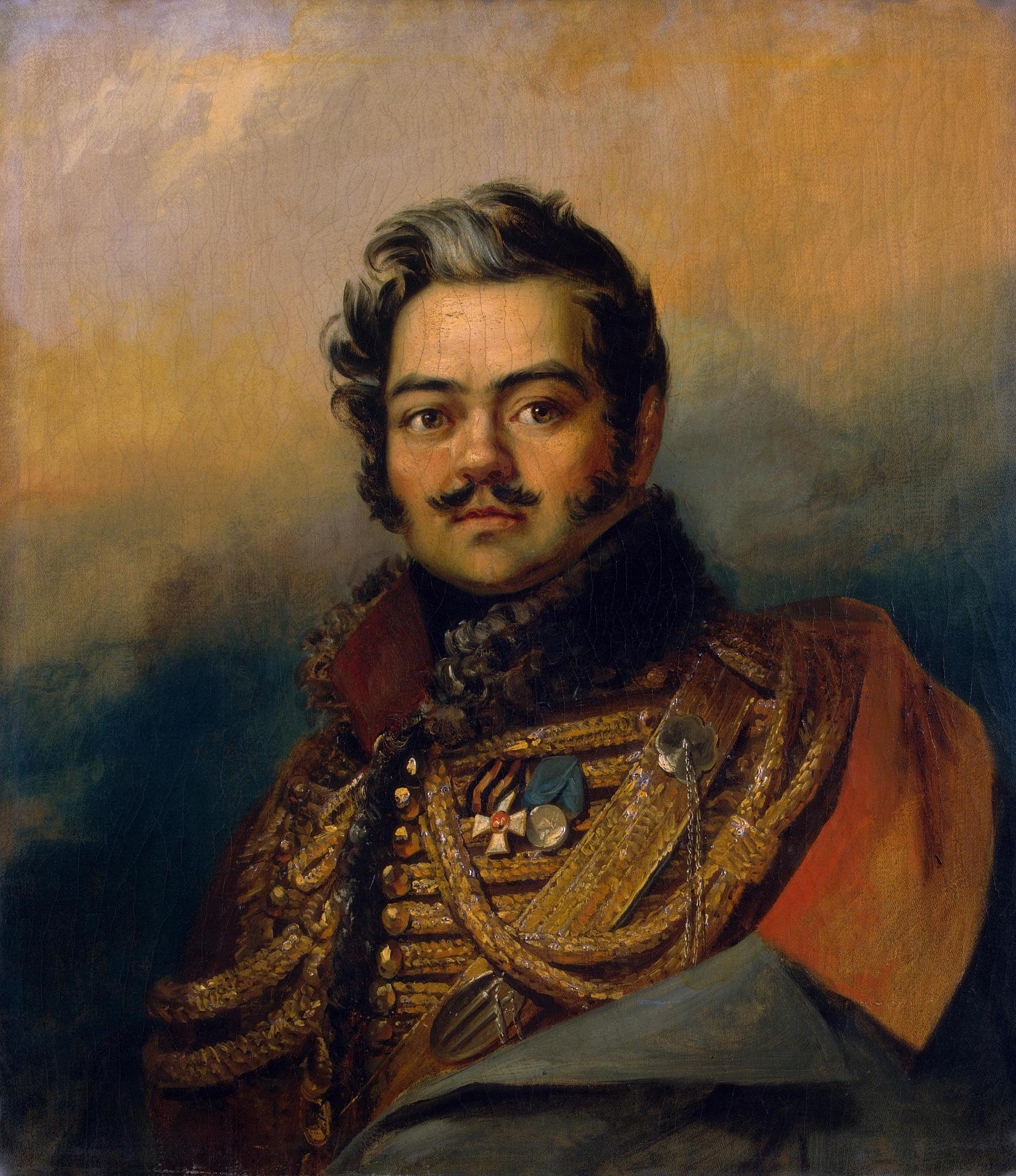
Д. Давыдов
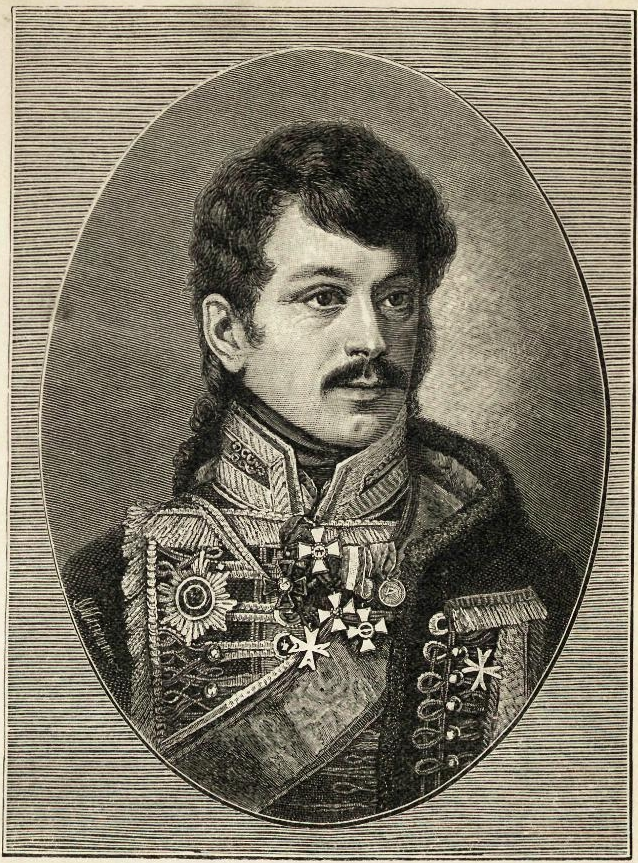
А. Сеславин
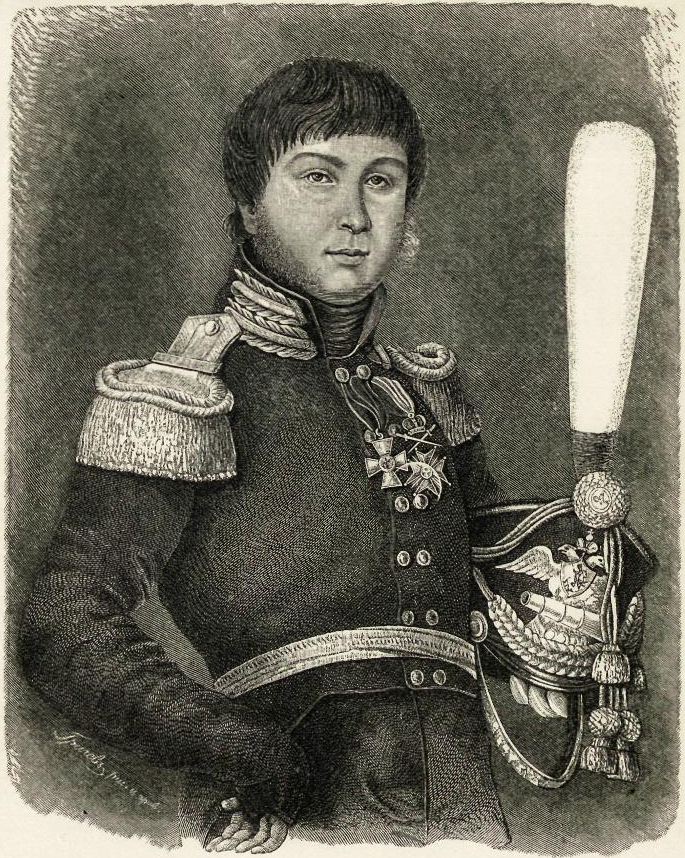
А. Фигнер
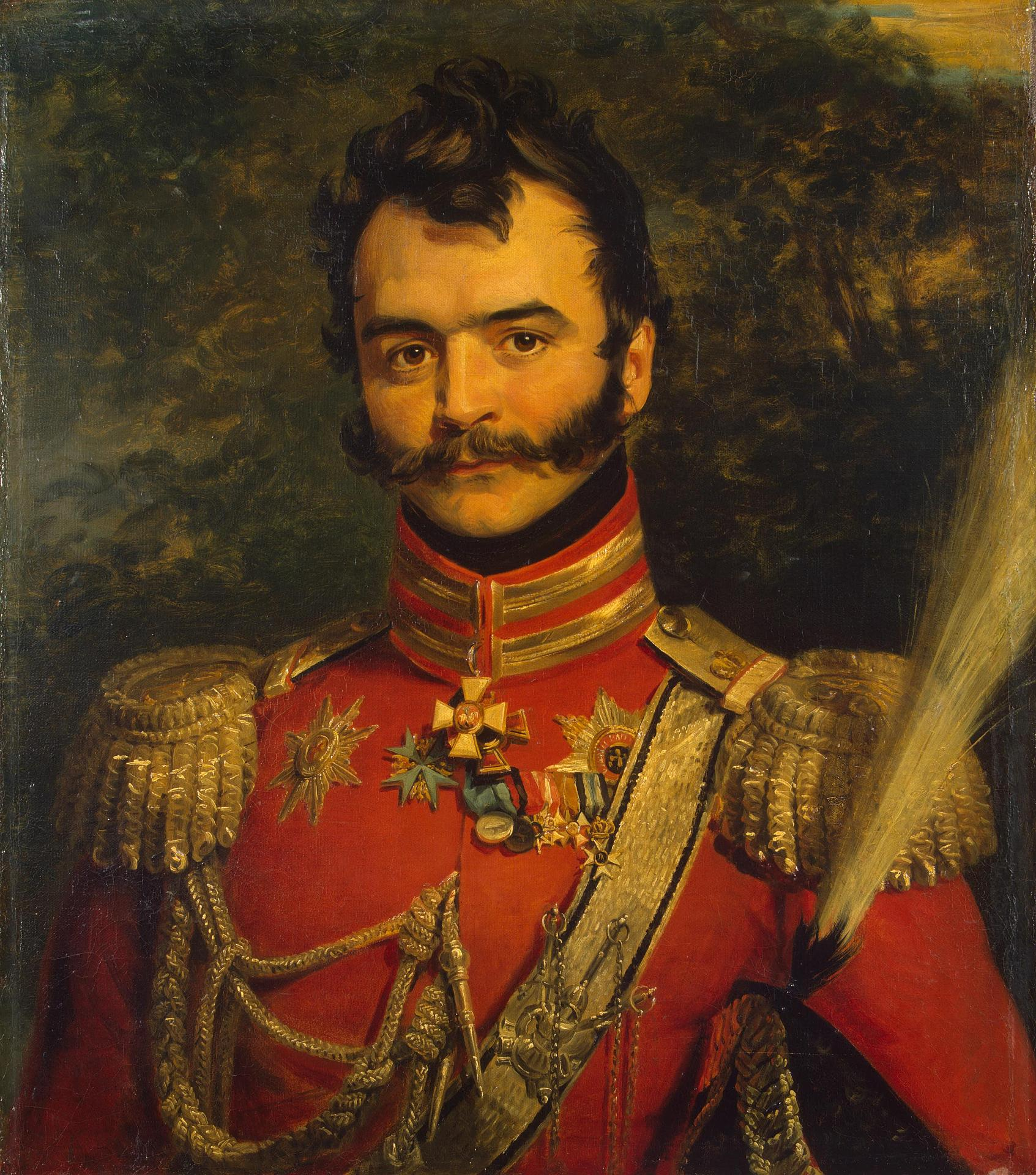
В. Орлов-Денисов